# Куп СР Југославије у одбојци
Куп СР Југославије је био национални одбојкашки куп Савезне Републике Југославије који се одржавао у организацији Одбојкашког савеза СР Југославије.

## Историја
Куп СР Југославије је настао 1992. распадом СФРЈ и расформирањем Купа Југославије. Куп СР Југославије се играо годишње (такмичење одиграно исте године), а одржано је укупно 11 издања овог такмичења. Прво издање Купа СРЈ је било 1992, а последње 2002. године.
Када је СР Југославија 2003. године променила име у Србија и Црна Гора, такмичење је преименовано у Куп Србије и Црне Горе.

## Финала
| Сезона              | Финале              | Финале                                    | Финале              |
| ------------------- | ------------------- | ----------------------------------------- | ------------------- |
| Сезона              | Победник            | Резултат                                  | Поражени            |
| 1992. (Нови Сад)    | Војводина           | играно турнирски 1                        | Црвена звезда       |
| 1993. (Београд)     | Црвена звезда       | играно турнирски 2                        | Војводина           |
| 1994. (Аранђеловац) | Војводина           | 3 : 1 (8:15, 15:4, 15:0, 15:10)           | Партизан            |
| 1995. (Нови Сад)    | Војводина           | 3 : 0 (15:10, 15:8, 15:3)                 | Партизан            |
| 1996. (Нови Сад)    | Војводина           | 3 : 1 (12:15, 15:9, 15:1, 15:9)           | Партизан            |
| 1997. (Београд)     | Црвена звезда       | 3 : 2 (9:15, 13:15, 15:10, 15:4, 15:9)    | Партизан            |
| 1998. (Нови Сад)    | Војводина           | 3 : 1 (15:12, 9:15, 15:5, 15:11)          | Црвена звезда       |
| 1999. (Београд)     | Црвена звезда       | 3 : 2 (38:36, 28:26, 14:25, 23:25, 20:18) | Будућност Подгорица |
| 2000. (Нови Сад)    | Будућност Подгорица | 3 : 2 (16:25, 21:25, 25:15, 25:21, 17:15) | Партизан            |
| 2001. (Будва)       | Будванска ривијера  | 3 : 1 (17:25, 25:15, 25:20, 25:21)        | Војводина           |
| 2002. (Будва)       | Будванска ривијера  | 3 : 0 (26:24, 25:18, 25:15)               | Будућност Подгорица |

- У загради поред године се налази град у коме је одржан финални турнир.

1 Војводина првопласирана са 6 бодова, а Црвена звезда другопласирана са 4 бода.
2 Црвена звезда првопласирана са 6 бодова, а Војводина другопласирана са 4 бода.

### Успешност клубова
| Пласман | Екипа               | Победник                       | Финалиста                      |
| ------- | ------------------- | ------------------------------ | ------------------------------ |
| 1       | Војводина           | 5 1992, 1994, 1995, 1996, 1998 | 2 1993, 2001                   |
| 2       | Црвена звезда       | 3 1993, 1997, 1999             | 2 1992, 1998                   |
| 3       | Будванска ривијера  | 2 2001, 2002                   | –                              |
| 4       | Будућност Подгорица | 1 2000                         | 2 1999, 2002                   |
| 5       | Партизан            | –                              | 5 1994, 1995, 1996, 1997, 2000 |